# Frankeniaceae
Frankeniaceae es una familia monogenérica (género Frankenia) con unas 70 especies aceptadas de plantas herbáceas perennes y plantas subarbustivas, la mayoría halófilas y propias de regiones cálidas.

## Descripción
El género se caracteriza por hojas opuestas, pequeñas, ericoides, simples y enteras. Flores hermafroditas, actinomorfas; Cáliz con 4-7 dientes, parcialmente soldados; corola con 4-7 pétalos, provistos de un apéndice ligular en la uña; anteras con un número variable de estambres, a menudo 6 en 2 verticilos, 3 + 3 o 2 + 4; ovario súpero unilocular. Inflorescencias cimosas o flores aisladas. Fruto en caápsula loculicida.

## Taxonomía
La familia fue creada, sin descripción ni iconografía, como  Frankeniées (Frankenieae) por Nicaise Augustin Desvaux y publicada en Dictionnaire raisonné de botanique, p. 188, 1817.

### Especies
En marzo de 2018 se aceptan las siguientes especies:
- Frankenia adpressa Summerh.
- Frankenia ambita Ostenf.
- Frankenia boissieri Reut. ex Boiss.
- Frankenia brachyphylla (Benth.) Summerh.
- Frankenia bracteata Turcz.
- Frankenia bucharica Basil.
- Frankenia capitata Webb & Berthel.
- Frankenia chevalieri Maire
- Frankenia chilensis C.Presl ex Schult. & Schult.f.
- Frankenia chubutensis Speg.
- Frankenia cinerea A.DC.
- Frankenia conferta Diels
- Frankenia confusa Summerh.
- Frankenia connata Sprague
- Frankenia cordata J.M.Black
- Frankenia corymbosa Desf.
- Frankenia crispa J.M.Black
- Frankenia cupularis Summerh.
- Frankenia decurrens Summerh.
- Frankenia densa Summerh.
- Frankenia desertorum Summerh.
- Frankenia drummondii Benth.
- Frankenia eremophila Summerh.
- Frankenia ericifolia C.Sm. ex DC.
- Frankenia fecunda Summerh.
- Frankenia fischeri Hicken
- Frankenia flabellata Sprague
- Frankenia foliosa J.M.Black
- Frankenia fruticosa J.C.Manning & Helme
- Frankenia georgei Diels
- Frankenia glomerata Turcz.
- Frankenia gracilis Summerh.
- Frankenia gypsophila I.M.Johnst.
- Frankenia hamata Summerh.
- Frankenia hirsuta L.
- Frankenia hispidula Summerh.
- Frankenia interioris Ostenf.
- Frankenia irregularis Summerh.
- Frankenia jamesii Torr. ex A.Gray
- Frankenia johnstonii Correll
- Frankenia juniperoides (Hieron.) M.N.Correa
- Frankenia laevis L.
- Frankenia latior Sprague & Summerh.
- Frankenia laxiflora Summerh.
- Frankenia leonardorum Alain
- Frankenia magnifica Summerh.
- Frankenia margaritae Medrano
- Frankenia microphylla Cav.
- Frankenia muscosa J.M.Black
- Frankenia orthotricha (J.M.Black) J.M.Black
- Frankenia pallida Boiss.
- Frankenia palmeri S.Watson
- Frankenia parvula Turcz.
- Frankenia patagonica Speg.
- Frankenia pauciflora DC.
- Frankenia persica (Boiss.) Jaub. & Spach
- Frankenia planifolia Sprague & Summerh.
- Frankenia plicata Melville
- Frankenia pomonensis Pohnert
- Frankenia portulacifolia (Roxb.) Spreng.
- Frankenia pseudoflabellata Summerh.
- Frankenia pulverulenta L.
- Frankenia punctata Turcz.
- Frankenia repens (P.J.Bergius) Fourc.
- Frankenia salina (Molina) I.M.Johnst.
- Frankenia salsuginea Adigüzel & Aytaç
- Frankenia scabra Lindl.
- Frankenia serpyllifolia Lindl.
- Frankenia sessilis Summerh.
- Frankenia setosa W.Fitzg.
- Frankenia stuartii Summerh.
- Frankenia subteres Summerh.
- Frankenia tetrapetala Labill.
- Frankenia thymifolia Desf.
- Frankenia triandra J.Rémy
- Frankenia tuvinica Lomon.
- Frankenia uncinata Sprague & Summerh.
- Frankenia vidalii Phil.